# Albert Joseph Goblet
Albert Joseph Goblet (1790–1873), foi um político belga e primeiro e único Conde de Alviela.
Título nobiliárquico criado em 11 de Junho de 1838 pela rainha D. Maria II de Portugal.